# Kisnánai vár
A kisnánai vár, a Mátra-vidék egyik látványossága Heves vármegye Gyöngyösi járásában, Kisnána mellett áll. A magyar nemesi rezidenciák egyik legszebb, késő középkori emléke.

## Története
Építése a 11–12. századra tehető, pontos időről okirat nem szól, de az Aba nemzetségbeli Csobánka (más források szerint) családot teszik meg építtetőnek.

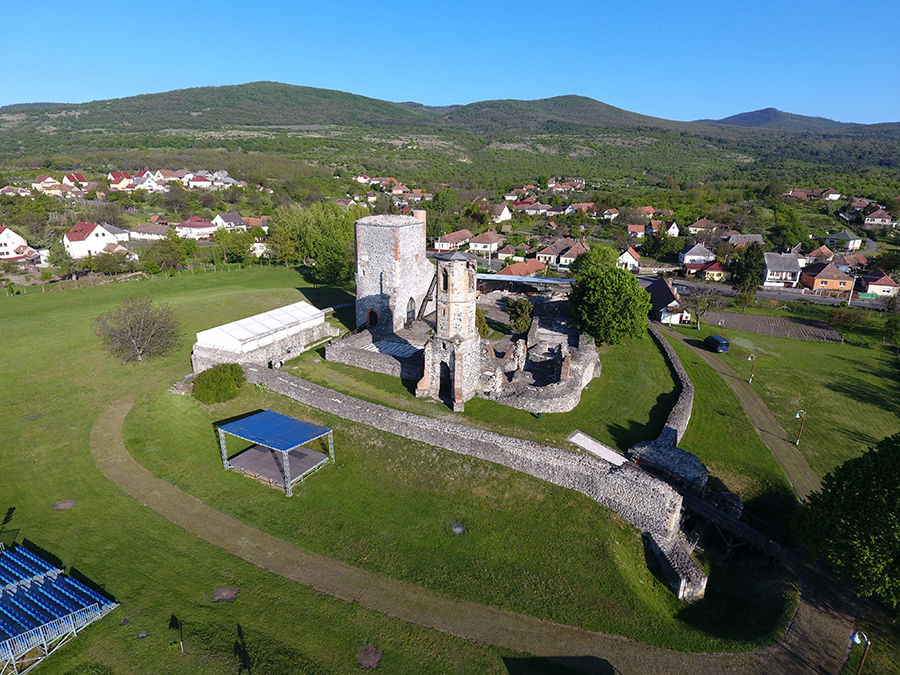
Kisnána, Kompolti-vár légi fotón

Első ismert birtokosa Csobánka Pál, azonban az Árpád-ház kihalása után (1301) Károly Róbert ellen fordult (Csák Máté-féle párt), így a későbbi király a területet elvette tőle, s  ugyane nembéli Kompolti Péternek adományozta. Halála bekövetkeztével Gergely fia örökölte a teljes földterületet, aki Nánairól Domoszlayra változtatta nevét. A család nevei apáról fiúra változtak, így amikor Luxemburgi Zsigmond az 1415. évben Domoszlay Mihály fiának, Lászlónak adta, Kompolti László került az oklevélre. Így megerősítette a család tulajdonjogát a vár felett. Kölcsönös örökösödési szerződés útján a Guthy Országh család birtokába került. 1543-ban Losonczy István azonban még hivatalos gazdája, Országh László halála előtt elajándékozta rokonának: Móré Lászlónak. Móré ingerelte kisebb csapásokkal a törököket, kereskedőket ölt meg, fosztott ki, rabolt, ezért a törökök elfoglalták a várat.
1560 után a várat már nem állították helyre. A török uralom után több birtokos kezén is megfordult, akik azonban nem laktak itt, így a környékbeli lakosság építőanyagként használta. 1940 körül Nána község leventéi gyakorlóterepet alakítottak ki benne, és feltárták a gótikus vártemplom belsejét.
A 20. század közepén némi állagmegóvást hajtottak végre rajta, de csak a 2010-es években került sor a teljes felújítására. Ennek során megerősítették a falakat, az Öreg-toronyban kiállítótermeket hoztak létre, a tetején egyedülálló panorámával toronyterasz létesült.
A vár tövében 1880–90 között épült szlovák parasztház, melyet 1971-ben restauráltak. A tájház, berendezési tárgyaival, a korabeli paraszti életet mutatják be.

### Móré legendája
A kisnánaiak elbeszélése szerint Móré László rengeteg rabolt vagyonát, kincsét, ékszereit a vár török elpusztítása előtt elásta a vár területén. Valóságalapja azonban nem ismert, mivel az egyértelmű bizonyíték (maga a kincs) a mai napig nem került elő, így megmarad a népek, a magyar nép mondái között.

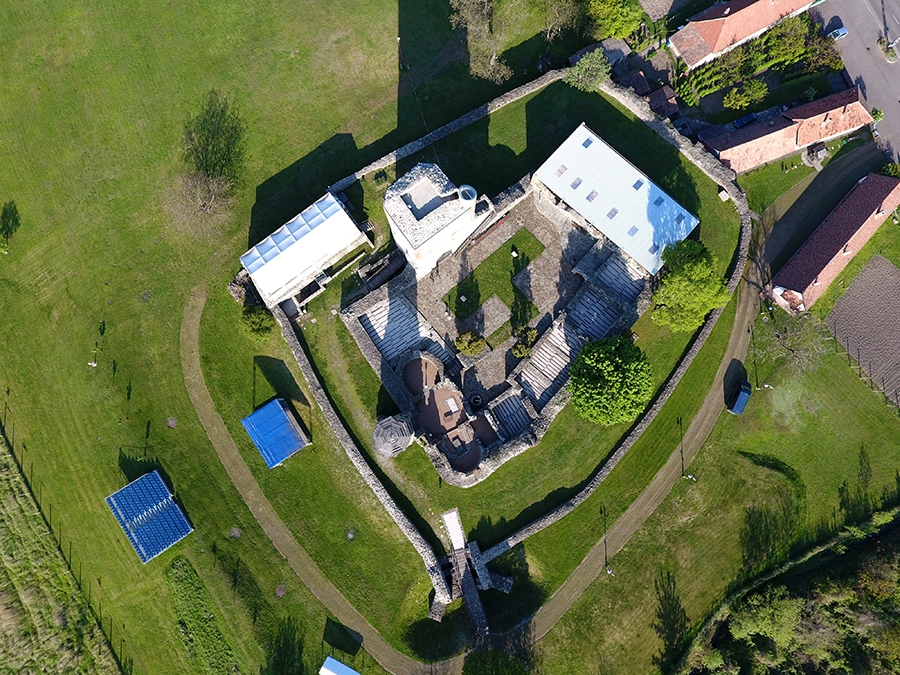
Kisnána, Kompolti-vár légi felvételen

## Tulajdonosai

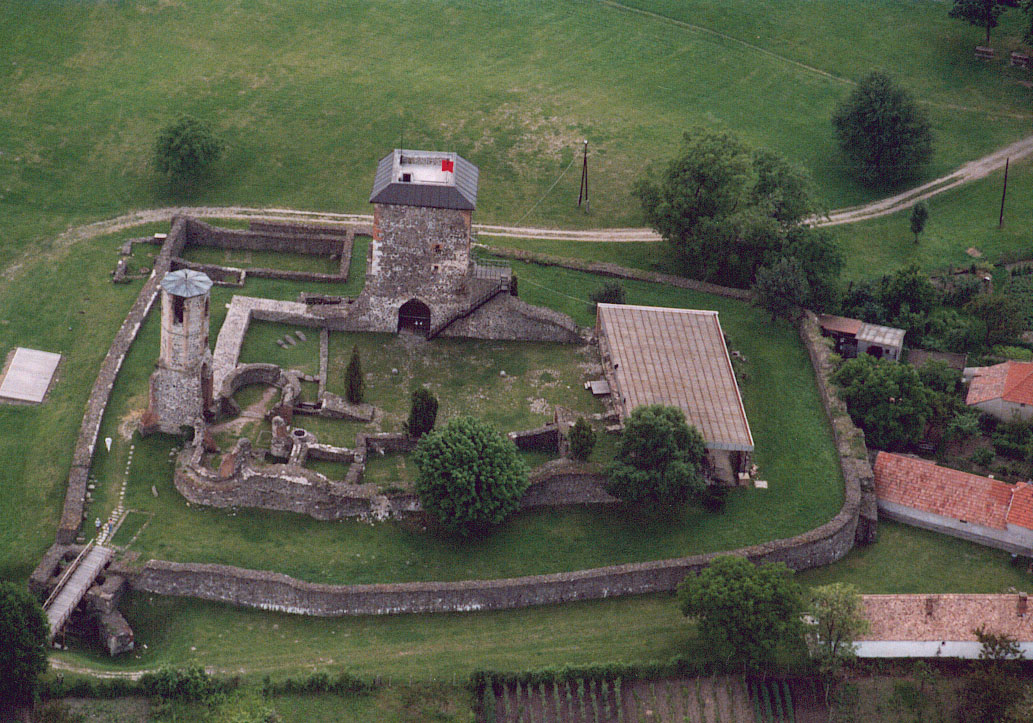
Légi felvétel a várról

Okiratokban rögzített gazdái időrendi sorrendben:
- 1312. Csobánka családtól Kompolthy Péterhez kerül
- 1325–     Domoszlay Gergely
- 1415–     Kompolthy László
- 1468–     Kompolthy Miklós
- 1543–1545 Móré László
- 1596. Oszmán Birodalom
- 1606. Nyári Pál
- 1648. Vámossy István
- 1693. Vay Ádám
- 1742. Nyári család
- 1800. Károlyi család